# Югославское народное движение «ЗБОР»
Югославское народное движение «ЗБОР» (сербохорв. Jugoslovenski narodni pokret «ZBOR» / Југословенски народни покрет «ЗБОР») — политическая партия в королевской Югославии и Сербии периода Второй мировой войны. Название представляется также как сокращение от «Здружена борбена организација рада» («Объединенная боевая организация труда») — ЗБОР. Партия была образована в 1935 году в Югославии, лидером партии являлся Димитрие Лётич. ЗБОР являлся партией фашистского толка. Идеология ЗБОРа представляла собой смесь итальянского фашизма, нацизма и сербского православного фундаментализма. Партия также выступала на позициях интегрального югославизма, авторитаризма, корпоративизма, монархизма, антикоммунизма, антимасонства, антисемитизма, сербского патернализма, консерватизма и сербской православной этики.

## История
Сразу же после создания в 1935 году партия приняла участие в парламентских выборах в югославскую Скупщину. Однако поскольку движение только создавалось, ЗБОРу не удалось получить необходимое число голосов, чтобы попасть в парламент страны. У новой партии сразу же не сложились отношения с правительством Югославии, а лидер ЗБОРа Лётич был не в лучших отношениях с премьер-министром Миланом Стоядиновичем.
Особенно обострились отношения между ЗБОРом и правительством в июле 1937 года, когда правительство Югославии подписало конкордат с Ватиканом. По этому договору католики в Югославии получали определенные привилегии. ЗБОР активно выступал против этого. В итоге под давлением сербского общественного мнения, Сербской православной церкви и радикальных сербских партий конкордат так и не вступил в силу. С 1937 года партия получала финансовую помощь от Германии.
В 1938 году были назначены внеочередные выборы в Скупщину Югославии. Сразу же после начала предвыборной кампании, всё руководство ЗБОРа включая Лётича было арестовано югославскими властями. Под давлением общественного мнения они скоро были выпущены. Однако это помешало проведению предвыборной кампании ЗБОРа, и партия снова не прошла в парламент.
Лётич подверг серьёзной критике создание Хорватской бановины и включение представителей хорватской крестьянской партии в правительство Югославии. По его мнению, создание автономной Хорватии фактически привело к разделению единого Югославского королевства на «сербскую» и «хорватскую» части. Также Лётич обращался к принцу-регенту Павлу с предложением военной реформы. По мнению лидера ЗБОРа в югославской армии должны были служить только сербы — хорваты и словенцы могли набираться в качестве добровольцев, а остальные народы Югославии использоваться на тыловых работах.
В это время ЗБОР критиковал не только внутреннюю, но и внешнюю политику. Лидеры ЗБОРа считали, что в начавшейся войне Югославия должна сохранить нейтралитет. 28 октября 1940 года в Белградском университете произошла перестрелка между членами ЗБОРа и коммунистами. Это послужило поводом для официального запрета деятельности ЗБОРа. Штаб-квартира партии была опечатана, а руководство арестовано. Лётич был вынужден скрываться, а против руководителей партии начались судебные процессы.
После вторжения войск стран Оси в Югославию, страна перестала существовать. На территории Сербии (Сербия фактически осталась в границах до Балканских войн) было создано марионеточное правительство Милана Недича. После этого ЗБОР вновь восстановился и стал активно сотрудничать с оккупантами. Партия стала главной коллаборационистской политической силой в Сербии. Активисты ЗБОРа активно вступали в сербские коллаборационистские формирования и сотрудничали с немецкой военной администрацией.
Также ЗБОР создал Сербский добровольческий корпус, который стал ядром вооружённых сил недичевской Сербии. После окончания Второй мировой войны и освобождения Югославии партия, заключившая антисоциалистический и антикоммунистический альянс с четниками-коллаборационистами, прекратила своё существование.